# Crash Holly
Michael John Lockwood, detto Mike (Anaheim, 25 agosto 1971 – Navarre, 6 novembre 2003), è stato un wrestler statunitense.
Lockwood debuttò nel wrestling nel 1989 e trascorse un decennio nel circuito indipendente prima di entrare a far parte della World Wrestling Federation nel 1999 come Crash Holly . Ha formato un tag team con suo cugino (kayfabe) Hardcore Holly, con il quale ha vinto il WWF World Tag Team Championship. Il tag team "The Holly Cousins" fu poi ampliato in una stable con l'aggiunta della "cugina" Molly Holly nel 2000. Durante la sua carriera nella WWF/WWE, Lockwood ha vinto il titolo WWF Hardcore Championship per ben 22 volte. Dopo essere stato rilasciato dalla WWE nel giugno 2003, firmò un contratto per la NWA Total Nonstop Action come Mad Mikey , dove è rimasto fino alla sua morte.

## Biografia
Lockwood è famoso soprattutto per aver lottato per molti anni nella World Wrestling Federation con lo pseudonimo Crash Holly o, più semplicemente, Crash. Combatté a lungo a fianco del cugino (secondo la storyline) Hardcore Holly, assieme al quale vinse il World Tag Team Championship e a fianco di Matt Hardy creando con Shannon Moore una stable pro Matt Hardy. Vinse inoltre per ben ventidue volte il WWE Hardcore Championship. Licenziato dalla WWE nel luglio 2003, lottò per molte federazioni indipendenti e per la Total Nonstop Action Wrestling (TNA).

## Carriera

### Circuito indipendente (1989-1999)
Lockwood ha debuttato nel 1989, con Johnny Pearson nel Bay Area Wrestling, dove ha lottato fino al 1994. Si è slogato la spalla circa cinque volte e si è preso 18 mesi di pausa per riprendersi. Ha quindi lottato nel circuito indipendente come un "irlandese" di nome Erin O'Grady. Nel 1996 è entrato nella All Pro Wrestling (APW), dove è diventato noto come "Leprechaun" Erin O'Grady e ha avuto diversi incontri con Vic Grimes.
Dopo aver visto una registrazione di un match tra O'Grady e Michael Modest, il lottatore della Extreme Championship Wrestling (ECW) Tazz segnalò Lockwood al proprietario della ECW, Paul Heyman. In ECW Erin O'Grady perse quattro match nel novembre 1997, incluso un dark match a November to Remember.
O'Grady ha lottato contro Grimes in un match di prova per la World Wrestling Federation (WWF) il 20 gennaio 1998 ed entrambi firmarono un contratto. Furono inviati alla Power Pro Wrestling, territorio di sviluppo dei talenti WWF, per allenarsi. Qui hanno vinto il Tag Team Championship PPW.
Il coordinatore dei talenti del WWF Bruce Prichard ha inviato Lockwood in Messico, per prepararlo allo stile di lotta lucha libre per lo show WWF Super Astros. Lottò a Monterrey per tre mesi, indossando una maschera, nei panni di The Green Ghost (gioco di parole per "gringo").

### World Wrestling Federation

#### The Holly Cousins (1999–2000)
Lockwood ha debuttato con il ring name Crash Holly, cugino (kayfabe) di Bob "Hardcore" Holly , nell'episodio del 16 agosto 1999 di Raw is War. Sono diventati noti come The Holly Cousins. Crash fece il suo debutto pay-per-view a SummerSlam in agosto, dove The Holly Cousins hanno lottato in un tag team match contro gli APA, vinto da questi ultimi.
Il 17 ottobre, a No Mercy, The Holly Cousins hanno sconfitto The New Age Outlaws per squalifica. La notte successiva a Raw is War, sconfissero The Rock 'n' Sock Connection per il WWF Tag Team Championship. Detennero il titolo fino alla puntata di SmackDown del 4 novembre, quando lo persero contro Mankind e Al Snow.

#### Regni titolati (2000-2001)
All'inizio del 2000, Crash Holly si unì alla divisione hardcore. Nell'episodio del 24 febbraio di SmackDown!, ha sconfitto Test per iniziare il primo dei suoi 22 regni come campione hardcore. La WWF decretò che doveva difendere il titolo ventiquattro ore al giorno, sette giorni alla settimana, una stipulazione che in seguito divenne nota come "Regola 24/7".  Ciò significava che il titolo era messo in palio in modo permanente, non solo negli incontri sanzionati, e poteva cambiare di mano ovunque, ogni volta che qualcuno avesse schienato il campione, purché un arbitro WWF avesse contato la caduta. Holly veniva spesso attaccato da altri lottatori in luoghi improbabili, tra cui un aeroporto, un parco dei divertimenti, un circo e la sua camera d'albergo. Sebbene fosse spesso sconfitto, di solito riguadagnava immediatamente il titolo. Questo lo ha trasformato in un favorito della folla e gli è valso il soprannome di "The Houdini of Hardcore". Ha spesso difeso il titolo contro non-lottatori, inclusi arbitri e road agent, come Gerald Brisco e Pat Patterson. Ha avuto una lunga faida con The Mean Street Posse (Pete Gas, Rodney e Joey Abs) per il titolo.
A Rebellion, Crash sconfisse William Regal per vincere il titolo di WWF Europen Champion. Perse la cintura nel rematch con Regal due giorni dopo. Alla fine del 2000, fu introdotta un'altra cugina nella storyline di Crash, Molly Holly. Nel 2001, The Holly Cousins ebbero un feud con The Dudley Boyz. Nel corso di questa faida, Molly iniziò una relazione romantica con Spike Dudley, portando a controversie interne all'interno delle due famiglie, nonché un angle in stile "Romeo e Giulietta".
Nell'episodio di Heat del 18 marzo 2001, Crash sconfisse Dean Malenko per vincere il titolo di campione dei pesi massimi leggeri. Lo difese in due episodi di Heat, contro Funaki e Grandmaster Sexay, prima di perderlo contro Jerry Lynn nell'episodio del 29 aprile. Nel maggio 2001, Holly e Hardcore si riunirono brevemente come tag team.

#### Mattitude Followers (2002–2003)
Holly fa il suo ingresso al King of the Ring 2000 quando la WWF fu ribattezzata World Wrestling Entertainment e divisa in due roster chiamati Raw e SmackDown. Holly fu assegnato al roster Raw, dove ebbe scarso successo. Passò quindi a SmackDown! nell'episodio del 2 settembre 2002 di Raw durante un match con Jeff Hardy. In precedenza, Eric Bischoff, direttore generale di Raw, era stato informato che un wrestler di Raw sarebbe partito per ricongiungersi con un parente a SmackDown!, e aveva ordinato il pestaggio di Hardy, che sospettava erroneamente di volersi riunire al fratello Matt Hardy.
Nel suo primo match a SmackDown!, il 5 settembre, ha sconfitto The Hurricane. Ha quindi avuto un feud con il campione Cruiserweight Jamie Noble.  Il 3 ottobre a SmackDown!, Noble sconfisse Holly per conservare il titolo.
Il 19 dicembre SmackDown!, Holly si unì a Bill DeMott per sconfiggere Noble e Nunzio. Dopo il match, DeMott attaccò Holly. Ciò ha portato a un incontro tra i due a SmackDown!, vinto da DeMott.
Dopo essere stato messo da parte per quattro mesi, Holly tornò nell'episodio di SmackDown del 24 aprile 2003. Si unì a Matt Hardy e Shannon Moore nella stable Mattitude Followers (abbreviata "MF'er"). Dato che Crash era il presunto apprendista di Moore, Hardy lo chiamava anche "Moore-on". Il 30 giugno 2003, Lockwood fu licenziato.

### NWA Total Nonstop Action e circuito indipendente (2003)
Lockwood firmò un contratto con la NWA Total Non-Stop Action (in seguito nota come Total Nonstop Action Wrestling) nel luglio 2003 e ha debuttato come Mad Mikey il 23 luglio accettando una sfida aperta da Elix Skipper e perdendo l'incontro.
Ha lottato brevemente per la Pro Wrestling Iron a Hayward, in California. Alla fine del 2003, Mad Mikey e Rory Fox sconfissero Quiten Lee e The Human Time Bomb con Ricky Steamboat come arbitro speciale ospite nella Heartland Wrestling Association in quello che si rivelò essere il suo ultimo incontro.
A Gennaio, a detta della moglie, Lockwood sarebbe invece dovuto volare in Giappone per lottare.

## Vita privata
Lockwood è nato da Barbara Ann Balestreri Albertoni (deceduta nel 2015) e Robert Lockwood ad Anaheim, in California, e cresciuto a Pacifica, in California, dove si è diplomato alla Terra Nova High School.  Si interessò al wrestling professionale in terza media, ispirato a Brady Boone. Mentre si allenava come lottatore e lavorava nell circuito indipendente, ha svolto un secondo lavoro presso Safeway.
Lockwood incontrò sua moglie, N'keigh Wheeler, quando scortò Mark Henry sul ring a Unforgiven 1999, a Charlotte (Carolina del Nord). Si sono sposati alla vigilia di Capodanno, nel 1999. Nel 2002, ha aperto la "Crash Holly's School of Professional Wrestling" a Salisbury, nella Carolina del Nord, dove è cresciuta N'keigh.
Lockwood ha una figlia di nome Patricia, nata il 23 aprile 1996, avuta da una relazione precedente.

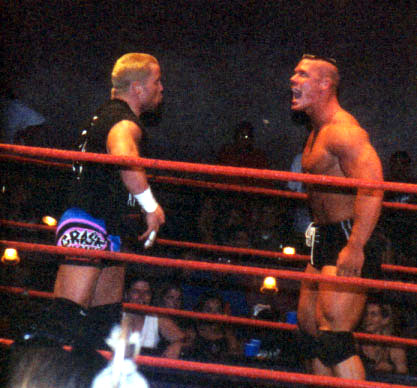
Crash Holly e The Prototype (John Cena) durante uno spettacolo UPW

Lockwood aveva vari saldi rapporti di amicizia con colleghi della WWF ed è stato uno dei responsabili del successo di John Cena, in merito a ciò Cena ha dichiarato:

## La morte
La sera del 5 novembre 2003 l'amico Steven Richards lo invitò a una festa che si rivelerà fatale, poiché secondo l'autopsia Lockwood, ubriaco quando andò a dormire, morì soffocato da un rigurgito del suo stesso vomito. Lockwood fu trovato parzialmente vestito con una pozza di vomito attorno al viso, varie bottiglie vuote di alcol e un flacone di Carisoprodol (farmaco per il dolore musco-scheletrico) parzialmente vuoto sono stati trovati nelle vicinanze. In un primo momento si pensò che fosse questa la causa della morte, ma esami successivi classificarono il decesso come suicidio, senza escludere però una possibile morte accidentale da soffocamento.
L'autopsia rivelò che Lockwood ingerì 90 pillole di Carisoprodol.
Lockwood aveva da poco ricevuto i documenti per il divorzio, stando a quanto dichiarato dalla moglie, i due si sarebbero separati a luglio, ma che comunque riuscirono a rimanere in ottimi rapporti.
La moglie ha scoperto la sua morte mentre si recava a casa di sua cugina a Charlotte.

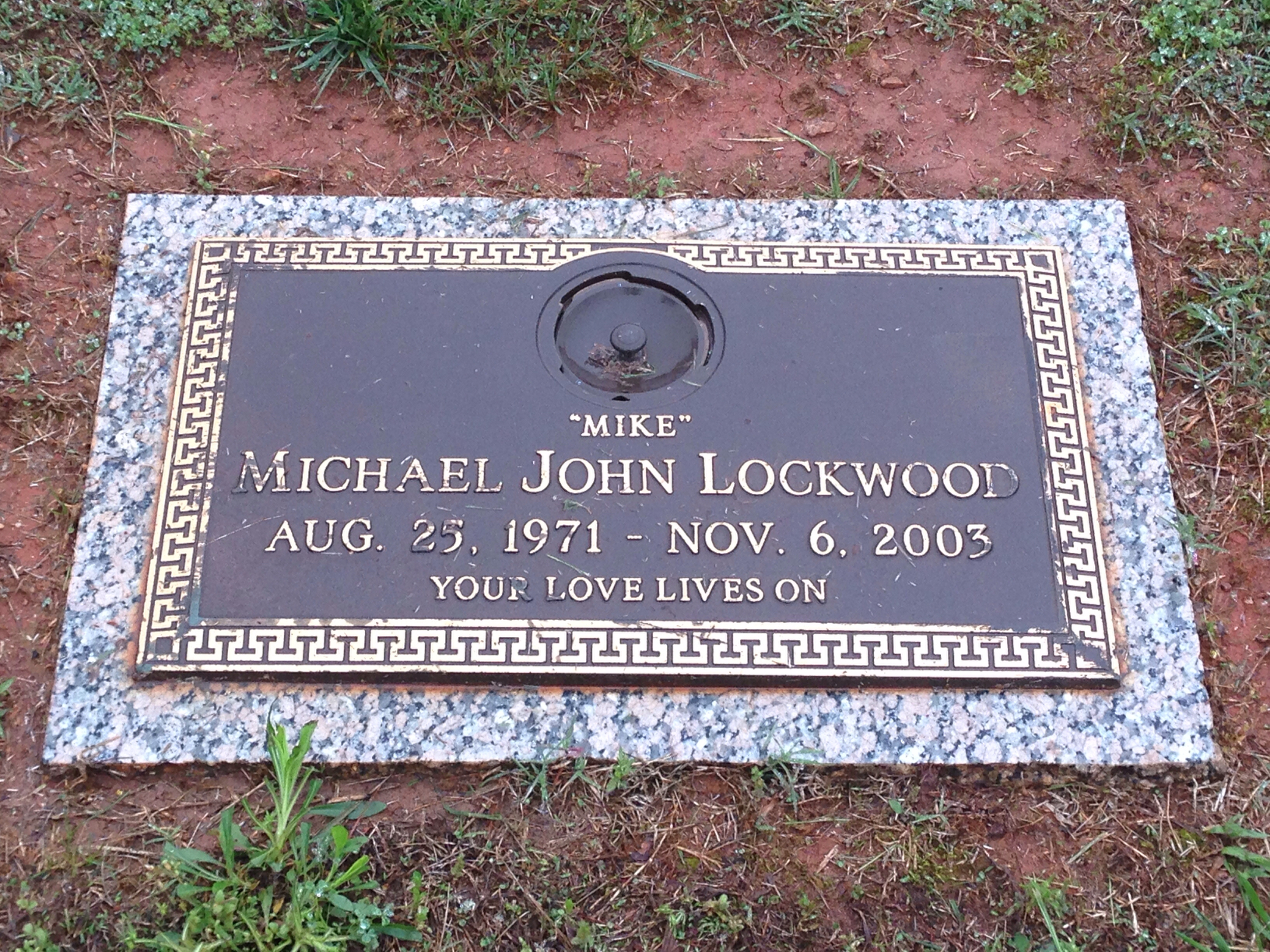
Tomba di Mike Lockwood al West Lawn Memorial Park, China Grove.

Lockwood è sepolto nel West Lawn Memorial Park, al China Grove, nella Contea di Rowan, Carolina del Nord.
Nell'agosto 2005, Nora Greenwald, che si è esibita al fianco di Lockwood nei panni di Molly Holly, ha pubblicato un DVD autobiografico intitolato Nora Greenwald: Shootin 'the Shi Crap , e una parte degli utili derivanti dalla vendita del DVD è andata al fondo scolastico della figlia di Lockwood.  Nel marzo 2005, la New Breed Wrestling Association ha organizzato il "Mike Lockwood Memorial Tournament", vinto da Michael Modest .

## Personaggio

### Mosse finali
- Crash Course (Corner Springboard Bulldog)
- Crash DDT (Flowing DDT)

## Titoli e riconoscimenti
International Wrestling Association
- IWA Hardcore Championship (1)
- IWA World Junior Heavyweight Championship (1)

Mid-Eastern Wrestling Federation
- MEWF Cruiserweight Championship (1)

Power Pro Wrestling
- PPW Tag Team Championship (1 - con Vic Grimes)
- PPW Young Guns Championship (1)

World Wrestling Federation
- WWF European Championship (1)
- WWF/E Hardcore Championship (22)
- WWF Light Heavyweight Championship (1)
- WWF World Tag Team Championship (1 - con Hardcore Holly

Pro Wrestling Illustrated
- 36° tra i 500 migliori wrestler singoli nella PWI 500 (2000)
- 74° tra i 500 migliori wrestler singoli nella PWI 500 (2001)
- 124° tra i 500 migliori wrestler singoli nella PWI 500 (2003)
- 153° tra i 500 migliori wrestler singoli nella PWI 500 (2002)
- 285° tra i 500 migliori wrestler singoli nella PWI 500 (1998)